# 班維爾 (伯恩州)

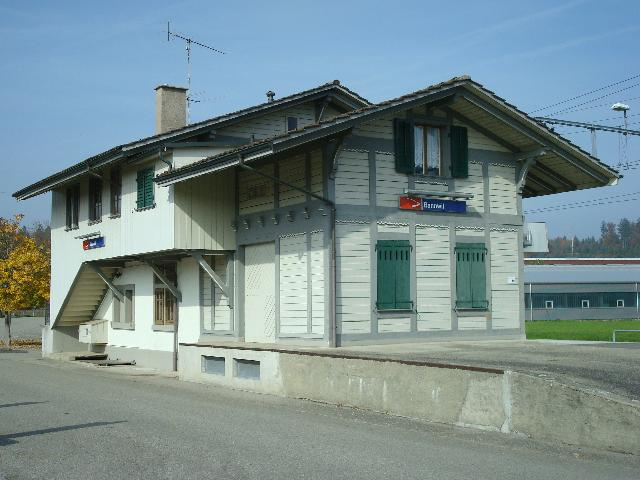

班維爾（Bannwil）是瑞士的城鎮，位於該國中部，由伯恩州負責管轄，面積4.79平方公里，海拔高度434米，2011年人口674，七成半人口信奉基督教，人口密度每平方公里141人。